# أنتوني والتون
أنتوني والتون (بالإنجليزية: Anthony Walton)‏ هو سياسي نيوزلندي، ولد في 1962.